# Molgula helleri
Molgula helleri är en sjöpungsart som beskrevs av Richard von Drasche-Wartinberg 1884. Molgula helleri ingår i släktet Molgula och familjen kulsjöpungar. Inga underarter finns listade i Catalogue of Life.